# Christopher Krebs
Christopher Cox Krebs (Atlanta, 30 de enero de 1977[cita requerida]) es un abogado estadounidense quien fue director de la Agencia de Ciberseguridad y Seguridad de las Infraestructuras del Departamento de Seguridad Nacional de los Estados Unidos entre noviembre de 2018 y el mismo mes de 2020. Fue destituido por el presidente Donald Trump por contradecirlo al asegurar que no se encontraron instancias de fraude electoral en las elecciones presidenciales de 2020.

## Biografía
Krebs es graduado en Ciencias ambientales por la Universidad de Virginia en 1999, y juris doctor en 2007 por la Escuela de Leyes Antonin Scalia (luego llamada Escuela de Leyes de la Universidad George Mason).

## Trayectoria
Krebs ha centrado su carrera en la ciberseguridad y la gestión de riesgos. Fue primero asesor principal del secretario adjunto de Seguridad Nacional y más tarde trabajó en el sector privado como director de Ciberseguridad de Microsoft.
En marzo de 2017, fue nombrado asesor de la Secretaría de Seguridad Nacional de Estados Unidos. Unos meses más tarde, en agosto de 2017, fue nombrado subsecretario de Infraestructuras de Protección. En noviembre de 2018, Krebs fue nombrado director de la nueva Agencia de Ciberseguridad y Seguridad de las Infraestructuras (CISA). La nueva agencia, dependiente del Secretario de Seguridad Nacional de los Estados Unidos, se creó tras la salida del departamento de Kevin McAleenan.
El 17 de noviembre de 2020, Krebs fue destituido tras verter comentarios en público que contradecían las acusaciones de fraude realizadas por el presidente de los Estados Unidos Donald Trump respecto de las elecciones presidenciales de 2020.